# 兵庫県立西脇高等学校
兵庫県立西脇高等学校（ひょうごけんりつ にしわきこうとうがっこう）は、兵庫県西脇市野村町にある県立高等学校。通称は「西高」（にしこう）。

## 概要
- 同窓会 - 童峰会

## 沿革
- 1940年 - 兵庫県立西脇工業学校として創立。
- 1948年 - 学制改革により、兵庫県立西脇工業高等学校に改称。西脇町立西脇高等女学校を併合。
- 1949年 - 兵庫県立西脇高等学校に改称。
- 1963年 - 工業課程を兵庫県立西脇工業高等学校へ移管。
- 1968年 - 定時制課程を兵庫県立西脇北高等学校として分離。
- 1974年 - 校舎移転新築。
- 1997年 - 制服をブレザースタイルに変更。家政科を生活情報科と改称。
- 1999年 - 創立60周年記念式典を実施。
- 2019年 - 10月26日、創立80周年記念式典を実施[2]。

## アクセス
JR加古川線 西脇市駅より徒歩15分。

## 設置学科
- 全日制課程
  - 普通科
  - 生活情報科

## 学校行事
- 入学式
- 新入生野外活動…4月下旬にハチ高原で行われる。
- 文化祭…6月中旬に行われる。2005年から2日目を一般公開しており、地域住民や近隣の高校生が訪れている。2日目には体育館で生活情報科3年によるファッションショーが行われる。
- 夏季球技大会…主な競技は、男子がソフトとバスケ、女子がとドッジとバレー。ただし、開催時期には梅雨に入っていることが多く、予備日が1日（しかも翌日）しかないので中止になることも多い。
- 体育祭…9月中旬に行われる。やぐらを各クラスで組み立てる。やぐらは2006年から金属製になった。
- 修学旅行…1月の始業式後に3泊4日の日程で北海道へ。内容は札幌・小樽の観光とルスツリゾートでのスキー。
- 卒業式…2月下旬に行われ、卒業式前日には童峰会（同窓会）の入会式も行われる。
- 冬季球技大会…主な球技は、男子がサッカーとバスケ、女子がドッジとバレー。

## 野球部の活躍
2015年 第97回全国高校野球選手権 兵庫大会 (7月26日)、須磨友が丘高校との準々決勝で
藤本翔投手が6安打完封し、46年ぶりの準決勝進出。

## 生活情報科の活躍
2004年（平成16年）8月4日に沖縄で行われた、第52回全国高等学校家庭クラブ研究発表大会（学校家庭クラブ活動の部）において、西脇高等学校生活情報科家庭クラブの「播州織大作戦」が文部科学大臣賞（最優秀賞）を受賞。

## 著名な卒業生
- 横尾忠則（画家）
- 谷本正憲（元石川県知事）
- 片山象三（西脇市長、(株)片山商店代表取締役、第1回ものづくり日本大賞内閣総理大臣賞受賞）
- 仲田一彦（三木市長）
- 中西良太（俳優）
- 十倉雅和（実業家、住友化学代表取締役会長、日本経済団体連合会第6代会長）
- 十倉好紀（物理学者、東京大学特別栄誉教授、文化功労者）
- 臼井三平（大阪大学教授）
- 笹倉秀夫（法学者、早稲田大学名誉教授）
- 小澤守（関西大学名誉教授）
- 大島みち子（「愛と死をみつめて」のミコ）
- 宮崎逸人（元プロ野球選手）
- 丸山完二 （元プロ野球選手）
- 藤原真（元プロ野球選手）
- 小倉誠司（ミュージシャン、flumpoolのリーダー）
- 見坂茂範（参議院議員、元国土交通省近畿地方整備局長）
- 梶本達哉（元プロ野球選手）
- 敷山哲洋（実業家、NIPPURA創業者）
- 冨原眞弓（聖心女子大学教授）